# Francesco Velonà
Francesco Velonà (Napoli, 1978) è un autore televisivo e sceneggiatore italiano.

## Biografia
Come autore televisivo firma programmi per Rai (Stasera tutto è possibile, Made in Sud, Un'ora sola vi vorrei, Bar Stella, La biblioteca dei sentimenti, Ciao maschio), Discovery Italia (La domenica più tradizionale) e LA7 (Il boss dei comici).
Per anni è stato assistente alla cattedra di Storia e Critica del Cinema, tenuta da Valerio Caprara, e docente a contratto di Didattica della cultura cinematografica all’Università degli Studi di Napoli "L'Orientale".
Come sceneggiatore firma i film Babbo Natale non viene da Nord di Maurizio Casagrande e Fallo per papà di Ciro Ceruti e Ciro Villano, oltre a scrivere e dirigere svariati corti, premiati in festival nazionali e internazionali, tra cui Le stravaganze del conte, con Peppe Lanzetta (premio Cimarosa e altri premi al iChill International Film Festival di Manila e al 12 Months Film Festival di Cluj).
Come autore teatrale scrive, insieme a Mirko Setaro, la commedia Balcone a 3 piazze, portata a teatro da Biagio Izzo nel 2023 e 2024. Ha lavorato spesso in coppia con Maurizio Casagrande, con il quale firma gli spettacoli comici Anche l’occhio vuole la sua parte (premio Albatros 2011), …E la musica mi gira intorno (2013), Mostri a parte (2018) e Il viaggio del papà (2024). Insieme a Lello Arena e Paolo Caiazzo, invece, porta a teatro No grazie, il caffè mi rende ancora nervoso (2018). 
Insieme a Maurizio De Giovanni, ha scritto i monologhi per la trasmissione di Rai 3, La biblioteca dei sentimenti, ed ha tenuto il laboratorio di scrittura teatrale La palestra dell’autore, presso il Teatro Diana di Napoli.
Come scrittore pubblica racconti in diverse antologie e riceve menzioni speciali in premi di narrativa nazionali, tra cui Il racconto nel cassetto, i Picentini e il Premio Manara Valgimigli. Nel 2016 esce il suo primo romanzo Buio blu, per Iemme Edizioni (premio Napoli Cultural Classic, e premio Incostieraamalfitana), mentre nel 2017, insieme a Ciro Giustiniani, pubblica il romanzo Per mia mamma sorridere era già in italiano, edito da Rai Eri. Pubblica, inoltre, saggi sul cinema per Carocci Editore e per i Quaderni di Cinemasud.

## Televisione
- Made in sud (Rai 2, 2015-2020)
- Il boss dei comici (LA7, 2015)
- Fatti unici (Rai 2, 2015-2017)
- Made in... Arteteca (Rai 2, 2019)
- Made in... Paolo Caiazzo (Rai 2, 2019)
- Made in... I Ditelo Voi (Rai 2, 2019)
- La domenica più tradizionale (Real Time, 2020)
- Palcoscenico (Telenorba, 2021)
- Bar Stella (Rai 2, 2021-2023)
- Un'ora sola vi vorrei (Rai 2, 2021-2022)
- Stasera tutto è possibile (Rai 2, 2023-2025)
- Sarò con te - La festa del Napoli (Rai 2, 2023)
- Da Natale a Santo Stefano (Rai 2, 2023)
- La biblioteca dei sentimenti (Rai 3, 2023-2024)
- Ciao maschio (Rai 1, 2025)
- Audiscion (Rai 2, 2025)

## Cinema
Film
- Fallo per papà di Ciro Ceruti e Ciro Villano (2012)
- Babbo Natale non viene da Nord di Maurizio Casagrande (2015)

Cortometraggi
- Una notte, passando di lì di Francesco Velonà  (2004) – menzione speciale al Months Film Festival di Cluj
- Io tu noi tutti di Francesco Velonà (2006) – premio della critica cinematografica e televisiva Castelli dell’Alta Marca Anconetana; miglior film al Festival Cortonogara
- Cavallo vincente di Francesco Velonà  (2008)
- Innocenti evasioni di Maurizio Casagrande (2010)
- Le stravaganze del conte di Peppe Lanzetta e Francesco Velonà (2015) – migliore scenografia al iChill International Film Festival di Manila; premio Cimarosa; migliori costumi e premio speciale “Vincenzo Russo” al Festival Cultural Classic

## Teatro
- Anche l'occhio vuole la sua parte, regia di Maurizio Casagrande (2011) – premio Albatros
- ...E la musica mi gira intorno, regia di Maurizio Casagrande (2013)
- Continua tu..., regia di Ciro Ceruti (2017)
- Weekend con il nonno, regia di Ernesto Lama (2018)
- No grazie, il caffè mi rende ancora nervoso, regia di Lello Arena (2018)
- Mostri a parte, regia di Maurizio Casagrande (2018)
- Balcone a 3 piazze, scritto con Mirko Setaro, regia di Pino L'Abbate, con Biagio Izzo (2023)
- Meglio stasera - Quasi un one man show, con Stefano De Martino (2023)
- Il viaggio del papà, regia di Maurizio Casagrande (2024)
- Come una catapulta, regia di Paolo Ruffini (attore), con Herbert Ballerina (2024)
- La prova del nove, regia di Maurizio Casagrande (2024)

## Narrativa
- Buio blu (2016, Iemme Edizioni) – premio Incostieraamalfitana al premio Megaris 2017; premio Napoli Cultural Classic
- Per mia mamma sorridere era già in italiano (2017, Rai Eri), con Ciro Giustiniani

## Siti ufficiali
- https://www.facebook.com/FrancescoVelonaOfficial/
- https://www.linkedin.com/in/francesco-velon%C3%A0-28a0341b6/